# Cementerio de San Juan Bautista
El cementerio de San Juan, en el término municipal de San Cristóbal de La Laguna, isla de Tenerife (Canarias, España), es el cementerio más antiguo de la ciudad.

## Características
Se trata de un recinto amplio, de planta rectangular dividida por un eje octogonal que la distribuye, a su vez, en otras dos superficies rectangulares. Por la más inmediata a la entrada principal se extiende una vía longitudinal bordeada de cipreses que conduce a la Capilla. En consecuencia, ésta se encuentra situada prácticamente en el centro del cementerio, separando la parte más antigua -que se inauguró en 1814-, del solar que se adquirió en 1903 para ampliar el recinto. 
En las dos áreas que se extienden por delante de la Capilla, bordeando el camino que conduce hacia la misma, se levantan hermosas sepulturas de cantería y mármol de la época romántica. En el ángulo izquierdo de la cabecera del cementerio se levanta el interesante panteón de la familia Bretillard; el derecho está ocupado por un pequeño compartimento destinado a los no católicos. El recinto está totalmente cercado por un cerramiento de mampostería, pero, como es característico, en uno de sus frentes se abre la entrada principal, flanqueada por dos robustas pilastras de piedra labrada.  
Historia
No será hasta la centuria del XIX cuando surjan los primeros cementerios. A pesar de la Real Cédula promulgada por Carlos III, el 3 de abril de 1787, que establecía la obligación de construir camposantos fuera de poblado, los españoles de toda condición social se seguían inhumando en las iglesias.
Sin embargo, la norma habitual a escala nacional es que se incumpliera la normativa porque la Iglesia Católica veía peligrar con la construcción de las necrópolis sus ganancias derivadas de los derechos de sepultura.
Según el malogrado historiador Antonio de Béthencourt y Massieu, los cementerios pioneros en la Península se instalaron en Málaga (1805), Valencia (1807) y Sevilla (1819). Asimismo, como reseña Pascual Madoz, los camposantos en las Islas Canarias se fueron abriendo por este orden: Agaete, 1809; Santa Cruz de Tenerife, 1810; Puerto de la Cruz, 1811; Las Palmas de Gran Canaria, 1812; La Laguna, 1813 [se inauguró en 1814] y Santa Cruz de La Palma, 1821.
Origen del camposanto lagunero
El primer cadáver que se enterró en La Laguna fue Juan Rodríguez Toste el 4 de julio de 1814. La nota manuscrita del oficio de enterramiento registrado en el fondo parroquial Nuestra Señora de La Concepción nos desvela que “no testó porque era pobre”. Este humilde personaje falleció a los 41 años, era vecino de la ciudad de Aguere . Prosigue así la tradición de poner el nombre al cementerio de la primera persona que era enterrada iniciada con el camposanto de San Rafael y San Roque de S/C de Tenerife. 
Siete meses después, el presbítero Nicolás Amaral estrenó, el 8 de febrero del 1815, el espacio reservado para los sacerdotes. Al principio los oficios se hacían en la aledaña capilla de San Juan Bautista, conduciendo luego el féretro al cementerio encima de un carro. 
El caso de enterramiento de una sirvienta  ponen de manifiesto la oposición del clero a las inhumaciones fuera de los recintos religiosos de sus epígonos. De “episodio grotesco” califica Béthencourt Massieu la sepultura de una sirvienta del convento de Santa Catalina, acaecida el 16 de julio de 1814. La autoridad religiosa, ante la insoportable fetidez que exhalaba su cuerpo gangrenado decidió enterrarla en el claustro. Cuando dos días después llegó la noticia a oídos del Conde del Valle de Salazar, por entonces alcalde de la ciudad; este sospechó que las monjas habían obrado de mala fe para evitar la inhumación en el flamante camposanto. Tras muchos dimes y diretes, se intentó exhumarla, pero, la pestilencia que emanaba impidió cumplir la orden.
Sepulcros
Hacia 1858 se inaugura la costumbre de fabricar sepulcros familiares -de forma anárquica-. En la actualidad se contabilizan 157. En sus tumbas se pueden leer los linajes de la aristocracia lagunera, y por ende, tinerfeña: Ossuna y Van Den-Heede, González de Mesa, Nava y Grimón, Oramas, Oraá y Cologan, Cambreleng o Salazar y Benítez de Lugo. Asimismo, son varios los alcaldes de la ciudad que están aquí enterrados.
En la zona de los sepulcros se encuentra enterrado Leodegario Santos y López (1794-1866), que fue alcalde lagunero durante solo dos meses, entre noviembre  diciembre de 1840 (de hecho en su lápida solo se reseña que fue licenciado en Farmacia). Asimismo, podemos encontrar la figura de Lorenzo de Montemayor y Key (1805-1876), que ostentó la alcaldía, en dos mandatos consecutivos, de diciembre de 1856 a enero de 1859.
También podemos leer el nombre de Juan de Ascanio y Nieves (1849-1924), que después de su etapa como alcalde de La Laguna (1907-1909) fue director de la Real Sociedad Económica de Amigos del País de Tenerife, a la que legó su biblioteca y obras de arte. 
Personajes relevantes
Mientras que en la zona de columbarios (nichos) podemos encontrar el nombre de Narciso de Vera Marrero (1889-1954), que fue alcalde de la ciudad entre 1949 y 1950. Además fue tipógrafo y periodista. En 1911 fundó el rotativo “El Periódico”, que se publicó hasta 1924 bajo el nombre de “La Información”. Adquirió la primera linotipia que funcionó en La Laguna. En 1932 editó “La Razón”, periódico ligado a la Asociación Patronal de Comerciantes, lo que supuso que, en una huelga de la II República, en 1933, los obreros portuarios asaltaran y destruyeran su imprenta.  
Entre los próceres que están inhumados en la zona noble del camposanto se encuentran José Rodrigo Vallabriga (1876-1965), que proyectó numerosas obras en Canarias, en la que dejó una profunda huella por sus concepciones arquitectónicas, sobre todo, en la reforma de la Catedral de La Laguna (1905). Además, suyos fueron los proyectos del ferrocarril que debía de conectar S/C de Tenerife con Garachico y los alumbrados eléctricos de la capital tinerfeña, La Laguna, Icod de Los Vinos y Garachico. 
Otro ingeniero destacado cuyos restos descansan en paz aquí es Alfred Rensonnet (1868-1921), que fue ingeniero director del primer tranvía de Tenerife, que se inauguró el 7 de abril de 1901[16] con un trayecto entre la capital tinerfeña y La Laguna, tras pasar por La Cuesta.   
Entre los intelectuales encontramos a Elías Serra Ràfols (1898-1972), que fue catedrático de Historia de España de la Universidad de La Laguna. Director de “Revista de Historia de Canarias”, autor de un sinfín de libros, su obra magna es “Las datas de Tenerife”, en la que se especifica cómo de desarrollaron los repartimientos de tierra en la época de la Conquista. 
Por su parte, Mercedes Machado (1896-1970) fue una de las primeras mujeres en licenciarse en Derecho en la isla. Después de la Guerra Civil ejerció la enseñanza en el Instituto de Canarias como docente de Latín y Griego. Fue amiga de Clara Campoamor, con la que se carteaba. Recibió la medalla de la orden de Alfonso X El Sabio.
Asimismo, sobresale la figura de José Hernández Amador (1877-1950), que fue el primer presidente y cofundador del Ateneo lagunero.
Panteones
Solo dos panteones ornamentan el camposanto. El panteón Tacoronte-Bretillard, que se ubica en el ángulo izquierdo superior y presenta un desvencijado aspecto. El apellido Bretillard procede de Nicolas Alexandre Bretillard (1779-1852), que fue cónsul de Francia en Tenerife entre 1816 y 1824. Durante la Guerra de Independencia (1808-1814) se encontraban en Tenerife 31 franceses. Todos juraron fidelidad a Fernando VII, menos Cuneo D´Ormano, su antecesor, que fue encarcelado. Uno de los hijos de Bretillard, Enrique, tuvo como descendiente a María Concepción en 1848, quien casó con el médico Eduardo Tacoronte Hernández, dando inicio al linaje Tacoronte-Bretillard. Sin embargo, fue Alejandro Bretillard y Magro -bisnieto del cónsul de Francia- quien mandó a construir el panteón, como reza el expediente de concesión del 13 de noviembre de 1899, que solicitaba su construcción en el año 1902.
El otro panteón es el de la familia Calzadilla Felipe Real. Este linaje surge de la unión matrimonial de Isidoro Calzadilla Romero (1863-1947) y Josefina Felipe de la Rosa y Real (fallecida en 1948). Isidoro Calzadilla Romero fue concejal del Ayuntamiento de La Laguna y miembro de la Cámara de Comercio de S/C de Tenerife. Tuvo dos hijos: Isidoro José de Calzadilla y Felipe (1901-1966) y José Diego de Calzadilla y Felipe de la Rosa (1909-1918), que feneció con solo 9 años. Isidoro Calzadilla y Felipe se dedicó a la abogacía y contrajo matrimonio con Enriqueta Latorre y Béthencourt (1909-2008). No tuvieron descendencia.
Ampliación
En 1903, el cementerio fue ampliado en el doble de su tamaño, adquiriéndose la parcela de terreno que lindaba por su parte Este.
Desde 1932 y cumpliendo las leyes impuestas durante la II República (1931-1936) se anexionó una pequeña necrópolis no católica preexistente al derribar los muros que la separaban. Conocida popularmente como chercha, palabra que procede de la deformación de la expresión inglesa “church yard”.
Profanaciones
El 1842 el ayuntamiento lagunero denuncia la profanación del cementerio por parte de un individuo que desenterró una calavera para ganar una apuesta.  
En 1999, dos individuos destrozan con nocturnidad y alevosía 54 nichos, arrancan 10 cruces de la tierra y profanan una tumba. A la mañana siguiente un centenar de vecinos muestra su repulsa en una manifestación. 
Ya en el siglo XXI, en 2001, se llevan a cabo actos satánicos perpetrados por cuatro adolescentes.  
Último enterramiento
El 25 de enero de 1983 se llevó a cabo el último enterramiento en esta necrópolis, que llegó a su máxima capacidad. En la zona de los nichos se inhumó a Anselmo Pardo Hernández. 

### Capilla
Los materiales empleados en la construcción y decoración de la capilla y su evidente inspiración en el Neoclasicismo nos remiten a esa etapa marcada por el historicismo que tanto desarrollo tuvo en el archipiélago. Sin embargo, no se observa esa libertad en el tratamiento de estilo histórico elegido ni ese eclecticismo que son característicos de la tendencia apuntada. 
La construcción ha sido concebida como un pequeño templo griego y, por otra parte, la gran sencillez decorativa y los elementos arquitectónicos empleados expresan un lenguaje fuertemente condicionado por el estilo neoclásico.